# Lužná (Vsetíni járás)
Lužná település Csehországban, Vsetíni járásban. Lužná Lačnov, Hovězí, Francova Lhota, Prlov, Lidečko, Zděchov, Pozděchov és Valašská Polanka településekkel határos. Lakosainak száma 614 fő (2024. január 1.).

## Népesség
A település lakosságának változását az alábbi diagram mutatja:
| Lakosok száma | 791  | 828  | 852  | 828  | 694  | 554  | 611  | 618  | 609  | 614  |
|               | 1869 | 1890 | 1921 | 1950 | 1980 | 2001 | 2017 | 2019 | 2022 | 2024 |